# Lega di Devarda

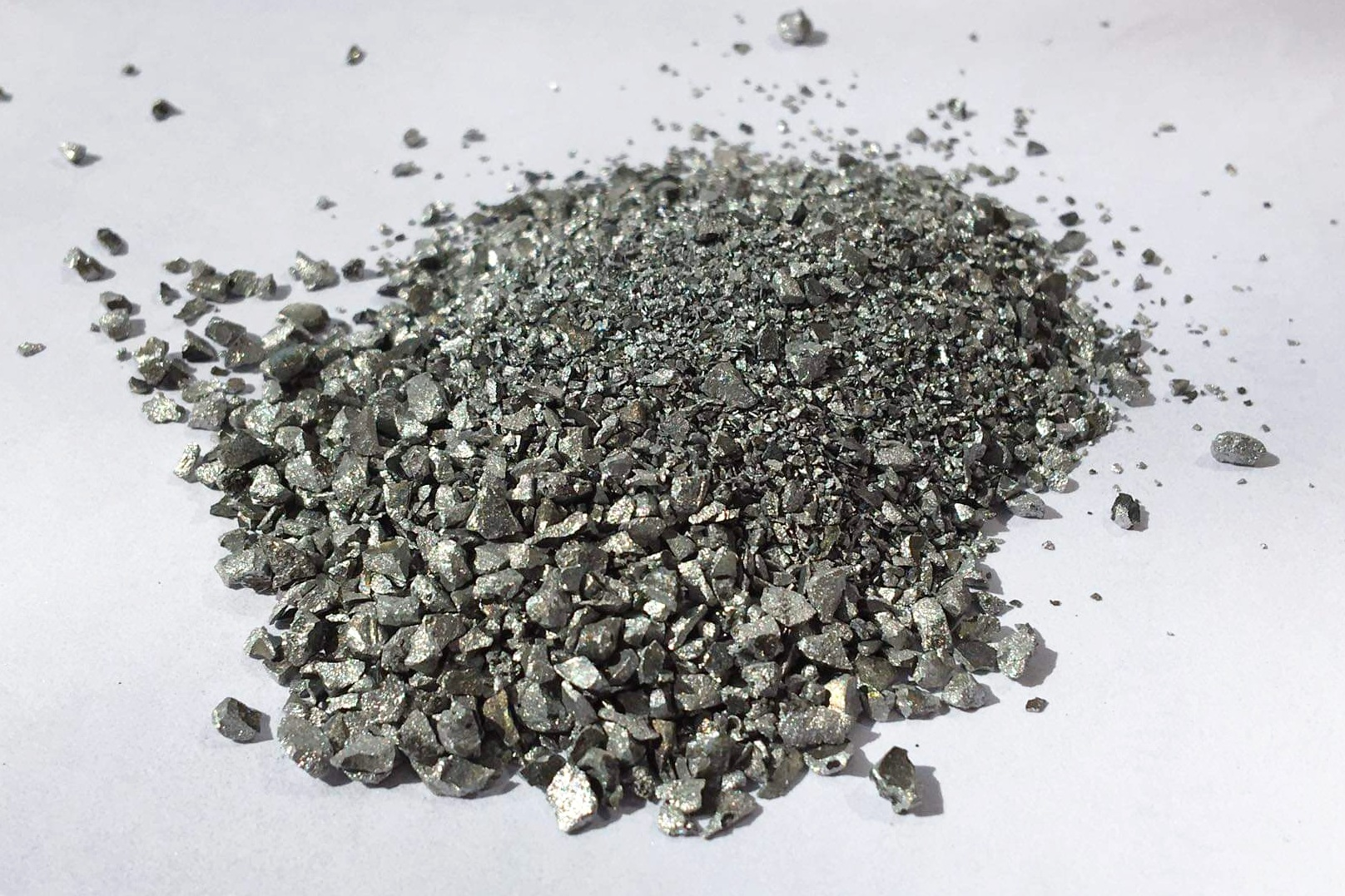

La lega di Devarda prende il nome dall'inventore Arturo Devarda.
La lega è una miscela di polveri metalliche usata per la riduzione dello ione nitrato NO3- ad ammoniaca.
Trova uso nell'analisi qualitativa
- i vapori di ammoniaca prodotti vengono percepiti all'olfatto o intercettati da una cartina al tornasole,

o quantitativa
- l'ammoniaca prodotta viene assorbita in una soluzione acida che viene successivamente titolata.

La sua composizione è la seguente
- 5% zinco
- 45% alluminio
- 50% rame

La reazione avviene in ambiente alcalino e necessita di un minimo apporto di calore per essere innescata. Essendo una reazione esotermica, dopo l'innesco procede spontaneamente.

## Esecuzione del saggio qualitativo
Il campione, possibilmente in soluzione viene posto sul fondo di una provetta e viene alcalinizzato per aggiunta di idrossido di sodio. Si aggiunge una punta di spatola di lega di Devarda e si scalda in un bagnomaria a 50-60 °C per avviare la reazione, tappando la provetta con del cotone sopra cui va posto un frammento di cartina al tornasole.
Il saggio può essere tuttavia anche eseguito a partire dalla sostanza solida stessa.
La presenza di nitrati viene rilevata dallo sviluppo di vapori di ammoniaca dall'odore caratteristico, e che colorano di azzurro la cartina indicatrice al tornasole.
Si faccia attenzione a non porre la provetta direttamente sotto il naso, la miscela di reazione - calda e alcalina - potrebbe schizzare e finire nel naso, negli occhi e sul viso.
Il saggio non è tuttavia specifico, in quanto i nitriti danno la stessa reazione.
Per ovviare a questo problema, si acidifica la soluzione alcalina con acido acetico 0,5M e si aggiunge qualche cristallo di urea, che distrugge l'acido nitroso presente. Sulla soluzione così ottenuta si ricercano quindi i nitrati come descritto in precedenza.